# 볼스터 앵커

다이렉트 마운트 방식 대차의 볼스터 앵커(연보라색).

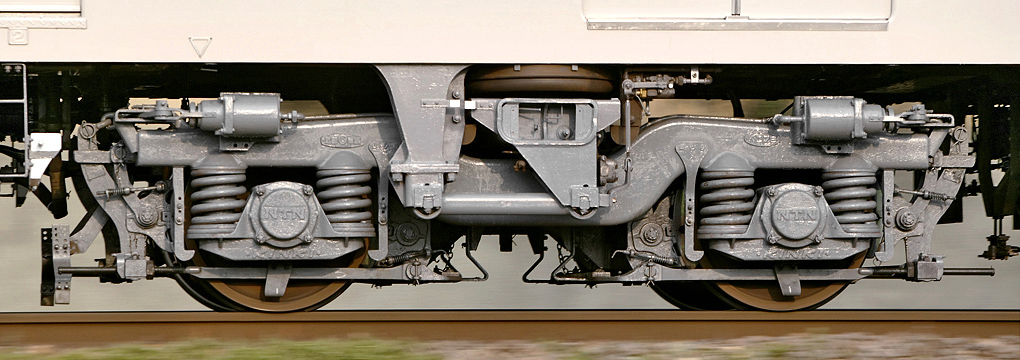
볼스터 앵커의 예. 긴키 차량의 KD76형 다이렉트 마운트 대차.

볼스터 앵커(bolster anchor)는 철도차량의 대차를 구성하는 부재 중 하나다. 볼스터 대차에 쓰이고 있는 것으로, 상하동(上下動)을 흡수하는 볼스터 스프링에 설치되어 대차의 견인력 및 제동력을 전달하며, 차체에 선회 강성을 부여하는 기능을 한다.

## 기본적인 구성

### 대차에 요구되는 성능

그림 1-1 대차에 요구되는 성능.

철도차량의 대차는 윤축을 지탱하여 차량의 중량을 지지하는 것과 동시에, 주행시에 생기는 진동과 충격을 흡수·완화하는 기능을 한다. 또한 철도차량이 곡선선로에 진입할 경우, 대차 자체가 회전하여 원활한 주행을 할 수 있도록 해야 한다.
이러한 기능을 수행하기 위해, 대차에는 윤축을 지지하는 축스프링과 차체를 지지하는 볼스터 스프링이 설치되어 있다. 이 중 축스프링은 윤축의 상하동을 흡수할 뿐이지만, 볼스터 스프링은 상하동의 흡수와 함께 대차의 회전을 허용할 필요가 있다(그림 1-1 참조).
볼스터 스프링의 '중량을 지지하면서 회전시킨다'라는 요구성능을 만족시키기 위한 몇 개의 기구가 존재한다. 20세기 후반에 개발된 볼스터리스 대차는 볼스터 스프링 자체를 횡방향으로 변형시켜 대차의 회전에 대응하고 있지만, 그 이전에는 볼스터로 불리는 부재를 개입시키는 타입이 주류였다.

### 볼스터의 구조
그림1-2 볼스터 대차의 회전
(a)측면도

(b)단면도

볼스터는 볼스터 스프링의 상단이나 하단 혹은 그 양쪽 모두에 설치되어 사이드 베어링이라 불리는 부재와 접하고 있으며, 대차의 회전을 허용하는 기능을 가진다. 즉 볼스터 대차는, 요구되는 두 개의 기능을 이하와 같이 분리한 구조로 되어 있다.
- 상하동의 흡수 - 볼스터 스프링
- 대차의 회전 - 볼스터와 센터 피봇·사이드 베어링

그림 1-2는 볼스터 대차의 회전을 나타낸 것이다. 이 대차는 다이렉트 마운트 방식으로 불리는 것으로, 차체에 설치된 볼스터 스프링은 볼스터 위에 있으므로 그 자체는 회전하지 않는다. 한편, 볼스터는 대차 프레임의 크로스 빔과 센터 피봇·센터 플레이트·사이드 베어링으로 연결되어 있다. 사이드 베어링이나 센터 플레이트는 볼스터를 통해 전해진 상하 방향의 힘을 받는 것이지만, 평면적으로는 미끄러지는 구조로 되고 있어 볼스터와 대차 프레임은 센터 피봇을 중심으로 회전한다.
이와 같이 볼스터 대차는 볼스터 스프링을 상하동의 흡수에만 이용하고 대차의 회전은 볼스터를 이용하는 구조로 되고 있다. 이 방식외, 볼스터 대차에는 볼스터를 볼스터 스프링 위에 설치하여 회전을 허용하는 인다이렉트 마운트 방식이나, 사이드 프레임에 스윙암으로 하향 스윙 볼스터라고 불리는 볼스터를 매달고 그 위에 볼스터 스프링을 둔 뒤 센터 플레이트와 사이드 베어링을 지지하는 상향 스윙 볼스터를 설치하는 스윙행거 방식 등이 있다. 모두 센터 플레이트·사이드 베어링과 볼스터 사이에서 대차가 회전하며, 볼스터 스프링 자체는 회전하지 않는 구조이다.

### 견인력을 전달하는 볼스터 앵커
그림1-3 볼스터 앵커의 움직임
(a)측면도

(b)단면도

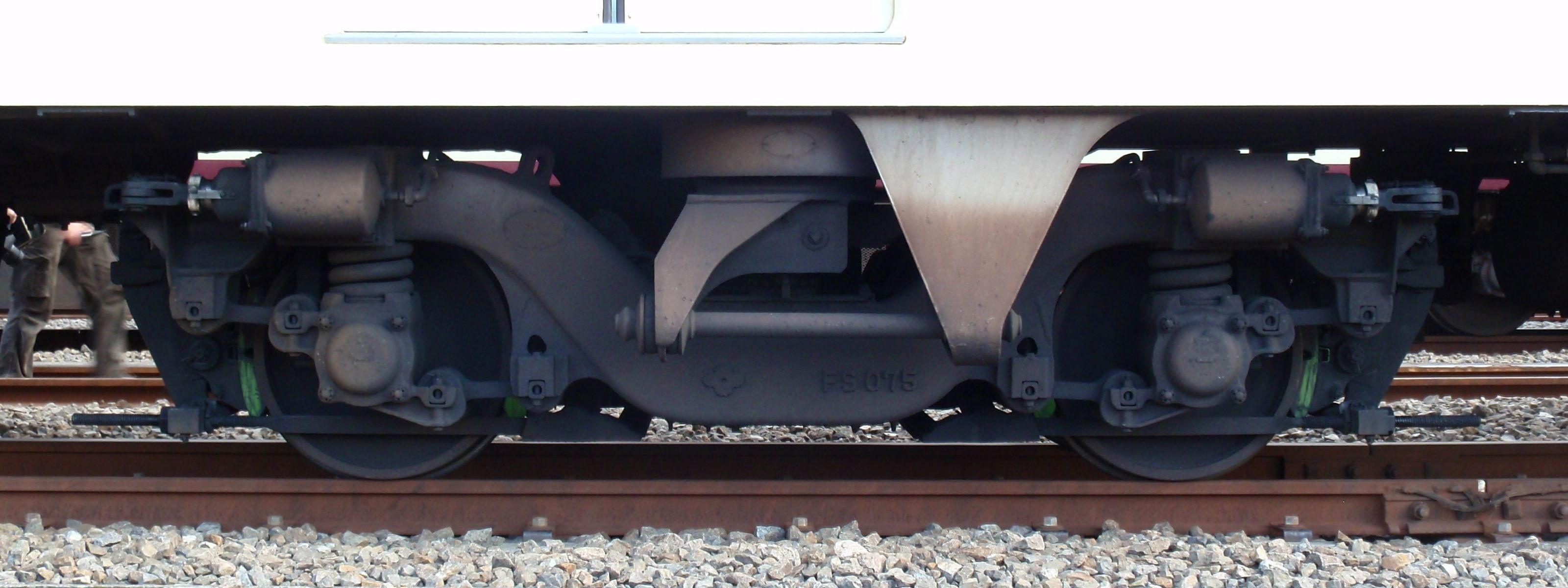
사진2 오다큐 5000형 전동차의 볼스터 앵커 (다이렉트 마운트 방식).

앞서 서술한 대로, 볼스터 대차에서 볼스터 스프링은 상하동에만 저항하며, 회전 등 횡방향의 변형은 허용하지 않는 구조로 되어 있다. 또 대차는 스스로가 차량으로부터 벗어나지 않도록 전후방향의 구속을 실시하며, 대차에서 발생한 견인력을 차체에 전달해야 한다. 그렇지만 볼스터 스프링은 일반적으로 횡방향의 강성이 낮기 때문에 대차와 차체간에 생기는 전후방향의 힘을 전달하는 것은 무리다.
이 때 필요한 것이 볼스터 앵커다. 볼스터 앵커는 볼스터 스프링의 상단·하단을 전후방향으로 구속하여 견인력이나 제동력을 전달한다. 일반적으로 막대 모양이며, 전후방향의 힘을 전달하기 때문에 대차의 양 측면에 수평방향으로 배치된다. 볼스터 스프링의 양단을 묶는 구조로 되어 있으므로, 보통 상하 방향으로 브래킷을 설치한 다음 수평 방향을 묶는 구조로 되어 있다. 또, 상하로 신축하는 볼스터 스프링을 방해하지 않도록, 볼스터 스프링의 양단은 핀 결합 혹은 고무를 개입시킨 결합 방법으로 하여 상하 방향의 변형을 허용하고 있다.
그림1-3은 다이렉트 마운트 방식에서의 볼스터 앵커의 기능을 나타낸 것이다. 이 방식의 경우, 볼스터 스프링은 차체 바로 아래에 배치되기 때문에, 볼스터 앵커는 차체와 볼스터를 묶듯이 배치된다. 그림처럼 차체에 브래킷을 설치하여, 브래킷과 볼스터를 볼스터 앵커에 의해 연결하는 것을 통해 차체와 볼스터의 전후방향의 힘을 전달하는 구조이다. 앞서 언급한 대로, 볼스터 앵커의 양단은 핀 구조로 되어 있어 상하 방향의 신축하도록 되어 있다. 볼스터 앵커에 의해 볼스터까지 전달된 전후방향의 힘은 센터 피봇에 의해 대차로 전달된다. 상하방향을 포함한 힘의 전달 경로를 표 1에 정리한다.
|                      |                                 |                    |
| 전달개소             | 차량중량(상하방향)              | 견인력(전후방향)   |
| 차체 - 볼스터(3)     | 볼스터 스프링(1)                | 볼스터 앵커(2)     |
| 볼스터 - 대차 프레임 | 사이드 베어링(4)・센터 플레이트 | 센터 피봇(5)       |
| 대차 프레임 - 차륜   | 축 스프링                       | 저널박스 지지 장치 |

## 볼스터 앵커의 특징

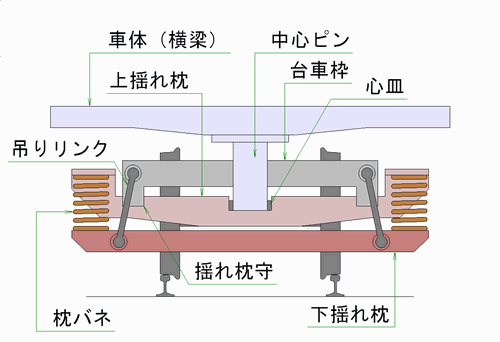
그림2-1 스윙행거식 볼스터 대차(1점 지지). 스윙 볼스터 가이드 방식.

그림2-2 스윙행거식 대차의 움직임.

### 스윙 볼스터 방식과 그 결점
앞에서는 볼스터 앵커의 기본적인 역할을 '볼스터 대차에서 견인력(전후방향의 힘)을 전달하는 것'이라 설명했다. 그렇지만 볼스터 대차에서의 견인력 전달이 반드시 볼스터 앵커에 의해 이루어질 필요는 없으며, 보다 간편한 방법을 통해서도 가능하다. 여기에서는, 볼스터 대차에서의 견인력 전달 방식의 변천과 동시에 볼스터 앵커의 특징에 대해 설명한다.
그림2-1은 스윙행거 방식으로 불리는 대차 형식이며, 볼스터 대차에서는 예부터 널리 이용되어 온 방식이다. 상향 스윙 볼스터와 하향 스윙 볼스터라 불리는 2개의 볼스터를 가지며, 볼스터 스프링은 이 2개의 볼스터 사이에 설치된다. 또, 하향 스윙 볼스터는 대차 프레임에 매달려 좌우로 흔들리는 구조로 되어 있다. 이 구조는 대차에 작용하는 좌우 방향의 힘을 완화하는 기능을 가진다.
그런데 그림2-1의 대차는 스윙행거 방식 중에서도 더 역사가 오래된 방식이며, 센터 피봇만으로 차량의 중량을 지지하는 1점 지지 방식이다. 사이드 베어링은 원칙으로서 하중을 받지 않고, 차체가 기울었을 때에만에만 중량을 부담하는 전도 방지 장치였다. 또, 견인력의 전달에 대해서도 ‘스윙 볼스터 가이드’라는 방법에 따른다. 스윙 행거 방식에서는 상부 스윙 볼스터와 대차 프레임 사이에 견인력의 전달이 필요하지만, 구식 대차의 경우 상부 스윙 볼스터와 대차 프레임 사이에 '스윙 볼스터 슈'를 설치하여 서로 진동하는 부재(상부 스윙 볼스터와 대차 프레임)를 접촉시켜 견인력을 전달하는 이 방식이 주류였다.
스윙 볼스터 가이드는 스윙 볼스터 슈 1매로 견인력을 전달하므로 구조가 간단하고 비용이 저렴하다. 다만 대차의 흔들림에 의해 끊임없이 접동을 일으키고 있으므로 마모가 발생, 주행에 따라 대차 프레임과 상부 스윙 볼스터 사이에 틈이 생겨 견인력 전달시 진동을 일으키는 것이 결점이다. 스윙행거 방식 대차는 부품 수가 많고 각각의 부품에 대한 구속이 적어 자유도가 높기 때문에 복잡한 흔들림이 나타난다(그림2-2). 이 흔들림에 의해 스윙 볼스터 가이드가 심한 마모를 일으켜 전후방향으로 덜컹거리는 현상을 발생시키고, 이로 인해 흔들림이 더 늘어나는 악순환이 일어나기 쉽다.

### 개선할 수 있는 효과

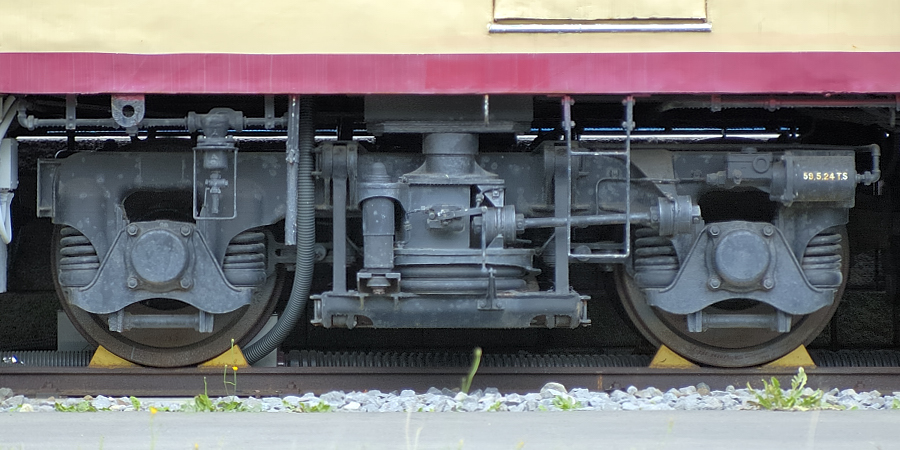
스윙행거 방식 공기 용수철 대차에 설치된 볼스터 앵커. 일본국철 키하 80계 디젤 동차.

이러한 문제는 열차의 고속화에 따라 보다 현저해진다. 스윙 볼스터 가이드에 의한 전후방향의 덜컹거림은, 상부 스윙 볼스터에 전후방향의 자유도를 주어 사행동의 원인이 된다. 사행동은 열차가 직선을 고속으로 주행하는 경우에 발생하는 현상으로, 윤축이나 대차·차체가 연직축 방향의 자려(自勵)진동을 일으켜 대차나 차체를 좌우로 격렬하게 진동시킨다. 이것은 승차감을 해칠 뿐만 아니라 탈선 등의 중대사고의 원인이 되며, 고속화에 걸림돌이 되는 현상이다.
사행동의 원인은, 주행 속도, 차륜의 형상, 윤축의 지지 방법, 축거, 또 차량의 강성·감쇠 성능·질량등이 관계된 복합 문제다. 이 중에서도 대차의 구조는 사행동에 주는 영향이 커, 여러 가지 대책이 고안되어 왔다. 사행동에 대한 대책 중 하나는, 적절한 강성의 확보다. 1점 지지에 의한 차체 지지 기구와 스윙 볼스터 가이드에 의한 견인력 전달 방식은 스윙 볼스터의 중앙 부분만이 구속되어 있으므로 필요이상으로 수평면에서의 회전을 일으키기 쉽고, 사행동에 대해 필요한 강성이 부족한 구조였다.
거기서, 센터 플레이트·센터 피봇이라는 스윙 볼스터의 중앙부만의 고정이 아니라, 스윙 볼스터 양단을 전후방향으로 지지하는 것이 필요하게 되어 사이드 베어링을 통한 하중 지지와 볼스터 앵커가 사용되게 되었다. 사이드 베어링에 의해 적극적으로 상하 방향 하중의 일부를 볼스터의 양단으로 받아 그 마찰력으로 전후방향을 지지하고, 볼스터 앵커는 견인력의 전달을 볼스터의 양단으로 하는 것을 통해 전후방향을 구속하는 것이다. 모두 주된 목적은 하중의 전달이지만, 부차적으로 사행동을 억제하는 효과가 있다.

## 볼스터 앵커의 종류

### 볼스터 대차와 볼스터 앵커
여기까지 설명으로 소개한 볼스터 대차는 ‘다이렉트 마운트 방식’이라 불리는 것으로, 볼스터 스프링을 차체 바로 아래에 배치하여, 대차의 회전을 볼스터 스프링과 대차 프레임 사이에서 행하는 방식이다. 이 방식은 역사적으로 비교적 새로운 것이며, 볼스터를 이용한 대차는 이 밖에도 다수의 형식이 있다. 어떤 경우에도 볼스터 앵커는 볼스터 스프링의 상하단을 전후방향으로 구속하는 구조로 되어 있지만, 그 설치 위치에는 형식에 따라 차이가 있다.
또, 앞서 말했던 대로 견인력의 전달은 스윙 볼스터 가이드에 의한 경우도 있으므로, 볼스터 앵커는 볼스터 대차에 반드시 설치되는 것은 아니다. 스윙행거 방식 중에는 볼스터 앵커가 없는 것도 비교적 많이 볼 수 있으며, 인다이렉트 마운트 방식 중에서도 스윙 볼스터 가이드로 견인력을 전달하는 형식도 드물지만 존재한다.

### 스윙행거 방식
스윙행거 방식의 경우 2개의 볼스터(스윙 볼스터)를 가지고 있지만, 볼스터 앵커는 상부 스윙 볼스터와 대차 프레임 사이에만 장착된다. 볼스터 앵커 스윙행거 방식 대차에서는, 하중은 아래와 같이 전달된다.
차체 중량(상하방향 하중)
차체 - 센터 플레이트·센터 피봇 - 상부 스윙 볼스터 - 볼스터 스프링 - 하부 스윙 볼스터 - 행거 링크 - 대차 프레임 - 축스프링
견인력(전후방향 하중)
차체 - 센터 피봇 - 상부 스윙 볼스터 - 볼스터 앵커 - 대차 프레임 - 저널박스 지지 장치

### 인다이렉트 마운트 방식

그림3-1 인다이렉트 마운트 방식 대차

그림3-1은 인다이렉트 마운트 방식으로 불리는 볼스터 대차의 형식이다. 이 형식에서는, 차체와 볼스터 스프링 사이에 볼스터를 설치하여 대차의 회전을 행하고 있다. 대차 전체가 회전하기 때문에, 볼스터 앵커는 볼스터와 대차 프레임 사이에 설치되어 있어 이 방식 대차의 경우 차체에서 발생한 힘은 아래와 같이 전달된다.
차체중량(상하방향 하중)
■차체 - ■사이드 베어링·센터 플레이트 - ■볼스터 - ■볼스터 스프링 - ■대차 프레임 - ■축스프링
견인력(전후방향 하중)
■차체 - 센터 피봇 - ■볼스터 - ■볼스터 앵커 - ■ 대차 프레임 - 저널박스 지지 장치
아래는 인다이렉트 마운트 방식 대차의 볼스터 앵커의 예이다. 일반적으로 공기 용수철이 이용되지만, 코일 스프링의 횡강성을 이용한 코일 스프링식도 있다. 다이렉트 마운트 방식과 같이 일반적으로 볼스터 앵커 받이가 설치되지만, TR223G형과 같이 대차 프레임의 형상을 이용하여 볼스터 앵커를 직결한 대차도 있다.

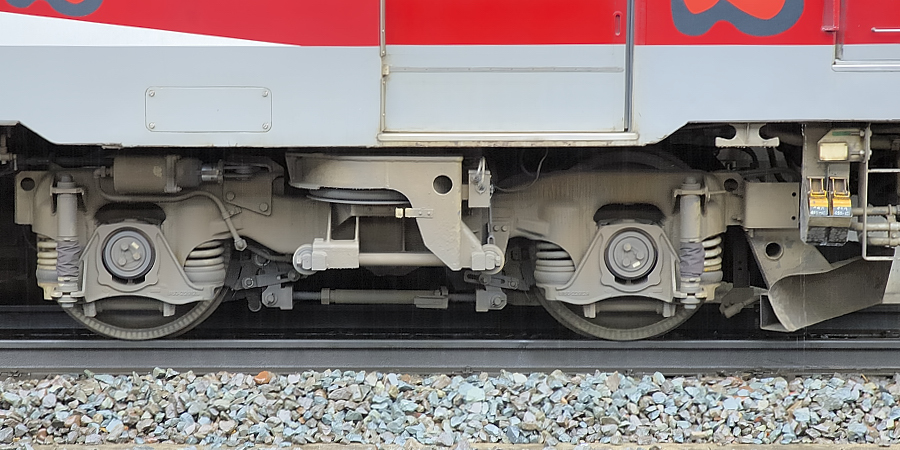
일본국철 DT32형 대차.
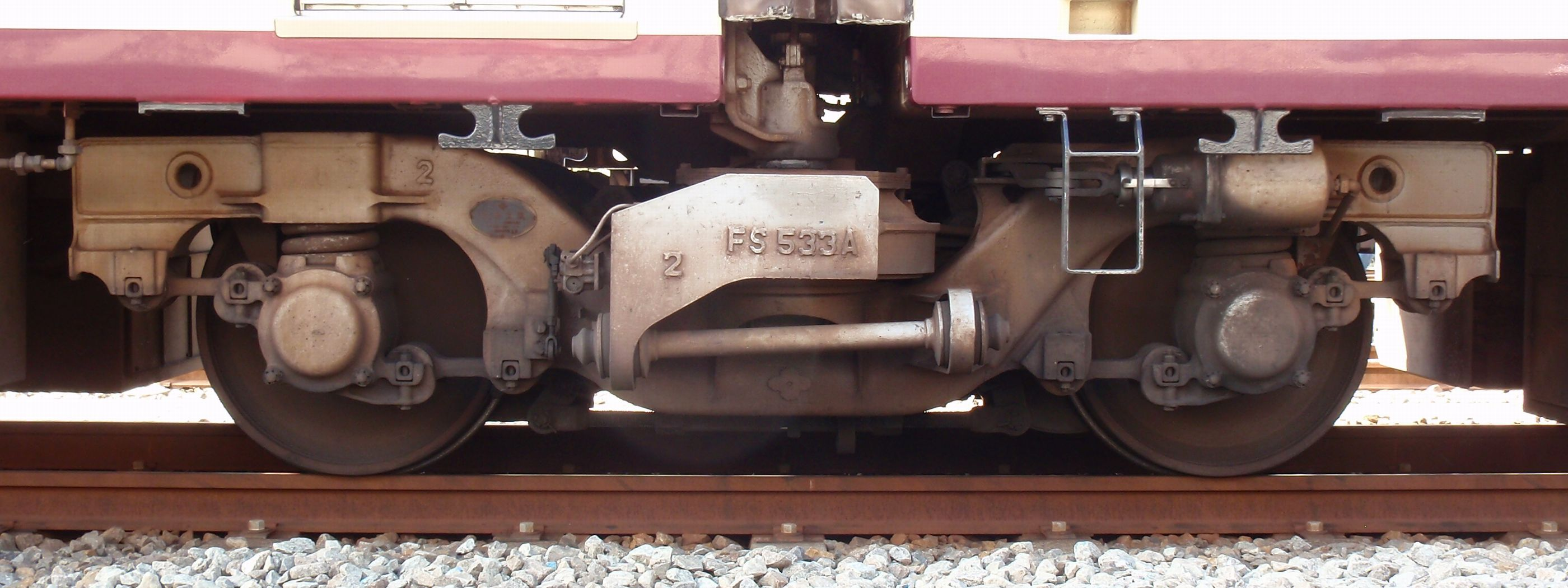
스미토모 금속제 FS533A형 대차.
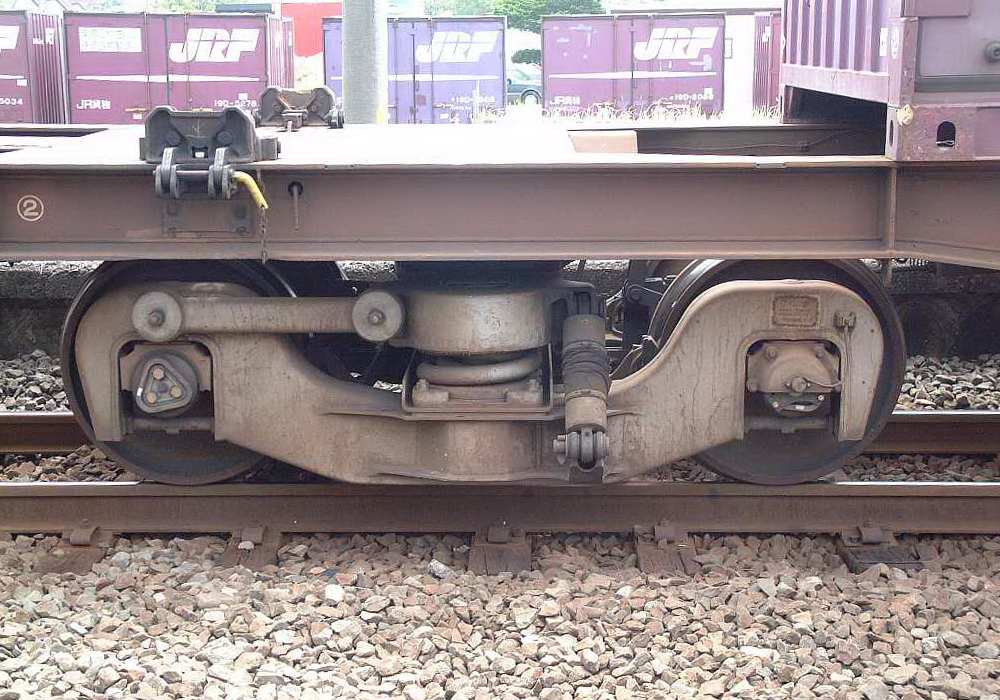
코일 스프링 식 TR223G형 대차.

### 가상 센터피봇 방식

그림 3-2 직각 크랭크핀과 볼스터 앵커에 의한 대차의 회전

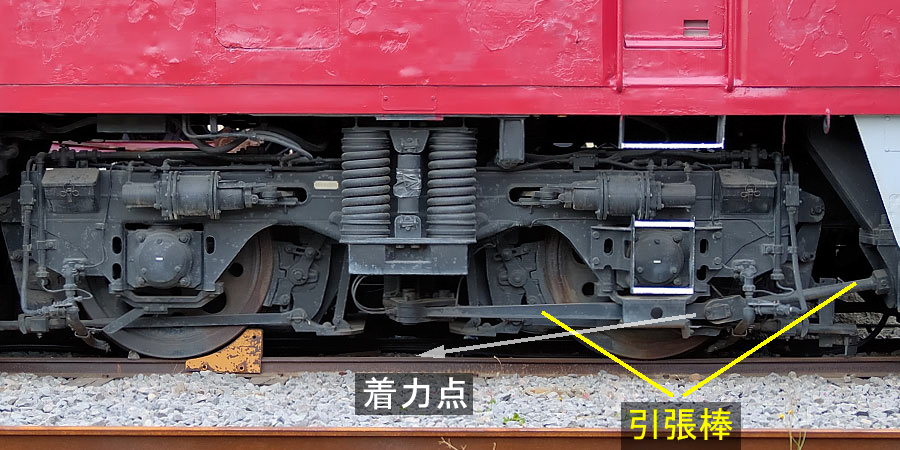
사진 3-4 가상 센터피봇 방식 대차

볼스터 대차에서는, 센터 피봇과 센터 플레이트의 작용에 의해 대차를 회전시킨다. 그러나, 대차 좌우에 배치되는 볼스터 앵커를 직각 크랭크 핀으로 연결하면, 회전 중심이 되는 곳에 센터 플레이트나 센터 피봇을 설치하지 않고도 대차를 회전시킬 수 있다. 이러한 센터 플레이트를 이용하지 않는 대차 구조를 가상 센터피봇 방식이라고 부른다.
그림 3-2는 직각 크랭크핀과 볼스터 앵커에 의한 가상 센터피봇 방식 대차의 회전구조이다. 볼스터 앵커(견인력 전달 봉)의 한쪽 끝은 차체에 고정되고, 다른 한 쪽은 대차 프레임에 설치된 크랭크 핀과 결합되어 있다. 좌우 크랭크핀은 로드에 의해 연결되어 있어, 상호 크랭크핀의 작용에 의해 대차는 센터 플레이트를 중심으로 회전하는 듯이 움직일 수 있다.
이 형식의 대차에서는, 볼스터 스프링의 배치는 다이렉트 마운트 방식에 가까운 구조가 되지만, 실제로는 회전을 허용하는 볼스터가 없는 일종의 볼스터리스 구조이므로, 볼스터 스프링은 대차의 선회에 의한 변형에 견딜 수 있는 구조로 되어 있다. 또, 볼스터가 존재하지 않기 때문에, 견인력 전달 봉을 볼스터 앵커라고 부르지 않고, 단순히 인장봉(引張棒) 또는 압봉(押棒)이라고 부르는 경우가 있다.
이 형식의 힘 전달을 아래에 나타낸다. 볼스터나 센터 플레이트가 없기 때문에, 전달 구조는 비교적 단순하다.
차체중량 (상하방향 하중)
차체 - 볼스터 스프링 - 대차 프레임 - 축 스프링
견인력 (전후방향 하중)
차체 - 볼스터 앵커(견인 장치) - 대차 프레임 - 저널박스 지지장치
일반적으로 가상 센터피봇 방식이 이용되는 케이스로서 이하의 두 경우를 들 수 있다.
- 구동 기구의 위치적인 간섭에 의해 볼스터의 배치에 제한을 받는 대차
- 축중 보상을 필요로 하는 대차

전자는 주로 내연기관 동차에서 1대차 2축 구동을 실시하는 경우에 채용된다. 내연기관 동차에서는 엔진이나 토크 컨버터를 차체에 장비하고, 대차에는 추진축으로 구동력을 전달한다. 이 때, 1축만을 구동하는 경우는 문제가 되지 않지만, 1대차 2축 구동 방식의 경우, 윤축간에도 추진축 혹은 평 기어에 의한 동력전달장치가 필요해지며, 그것들이 볼스터와 간섭하여 대차의 부재 배치가 곤란해지는 경우가 있다. 이러한 경우 센터 플레이트나 볼스터가 없는 가상 센터피봇 방식이 유리하다.
또 하나는, 특히 열차 견인시 등에 축중 보상을 필요로 하는 차량용의 대차다. 윤축에 작용하는 축중은 차량의 점착력에 영향을 주므로, 적절한 축중은 공전을 방지하기 위해 필요하다. 그러나 축중은 주행 노선의 구배나 차량의 인장력의 영향에 의해, 다른 윤축으로 이동하는 성질이 있다. 특히 급구배에서 큰 인장력을 필요로 하는 기관차에서는, 축중의 이동에 의한 영향이 크다. 이 경우, 가상 센터피봇 방식을 채용하여 볼스터 앵커나 인장봉을 낮은 위치에 배치하는 것을 통해 축중의 이동을 방지할 수 있다.

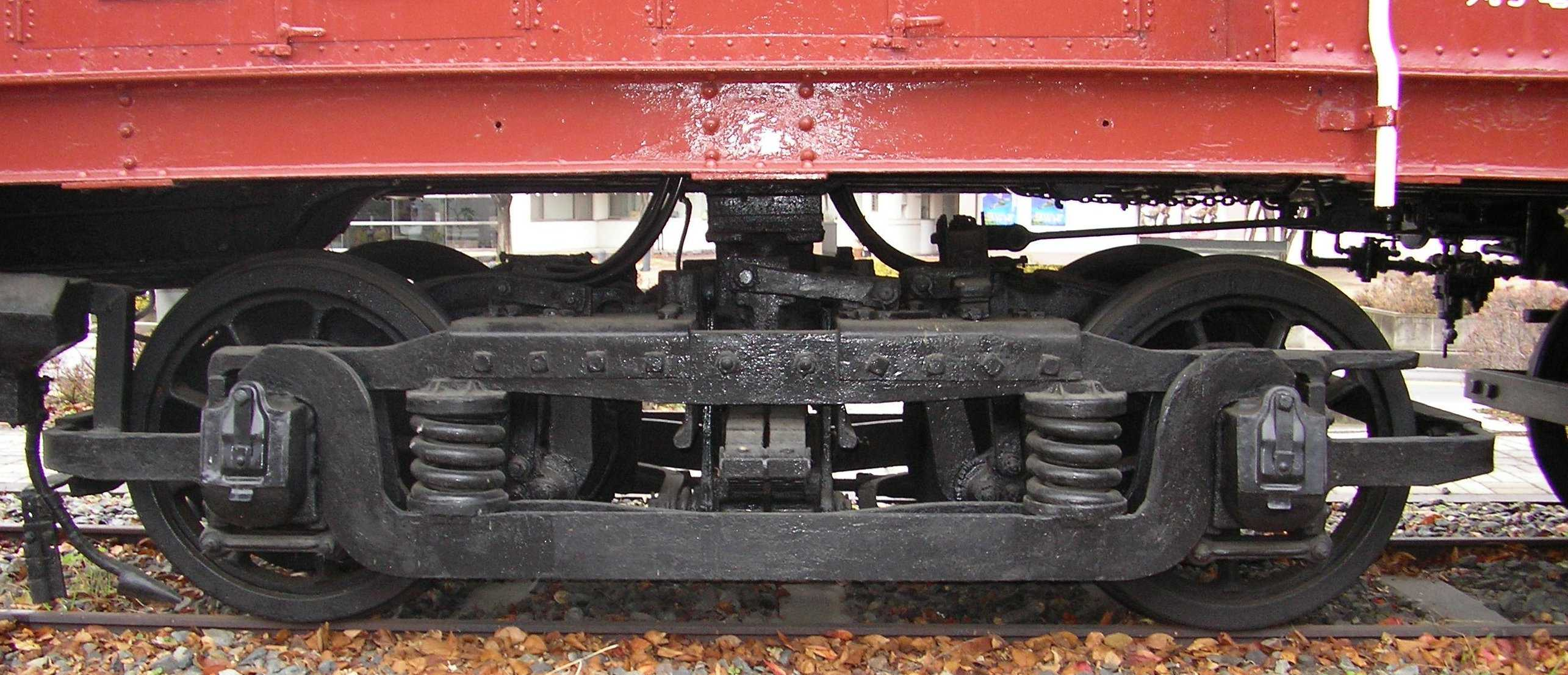
우에다 전철 ED25 전기 기관차의 브릴 사제 27MCB-2 대차. 브릴 사 순정품의 증거인 트러니언(관절부에 붙은 작은 부품)이 대차 프레임 중앙의 볼스터 상부와 가젯 스테이를 연결하는 형태로 남아 있다.

사진3-4에 가상 센터피봇 방식에 의한 구배선구용 기관차의 대차의 예를 나타낸다. 이것은 잭 맨 방식으로 불리는 것으로, 볼스터 앵커에 해당하는 인장봉이 차체(사진 우측)와 볼스터 스프링 아래를 낮은 위치에서 연결하고 있다. 볼스터 스프링 아래에는 크랭크 핀이 설치되어 있어 대차를 회전시키는 구조로 되어 있는 동시에, 인장봉은 낮은 위치에서 저널박스를 경유하고 있어 대차에 작용하는 힘점을 내려 축중을 보상하는 구조로 되고 있다.

### 트러니언
트러니언은 미국의 J.G.브릴 사가 1900년대 초 개발하여 Brill 27 MCB·76 E·77 E 등 동시기에 개발된 동사제 보기 대차에 장착된, 볼스터의 요동을 억제하기 위해 만들어진 볼스터 앵커의 시조다.
이것은 대차 프레임과 트랜섬(가로 지지대)를 결합하기 위한 가젯 스테이와 가로 지지대 사이를 트러니언 지지봉으로 불리는 링크로 연결하여, 링크의 각 관절부에 짜넣어진 가동 핀의 마찰력으로 가로 지지대의 과잉 요동을 억제하는 방식이다.
이 장치는 단순하면서도 승차감 개선에 큰 효과를 발휘했다. 그러나 개발원인 J.G.브릴사가 이 장치를 포함한 대차 설계에 관한 각종 독자 개발 장치를 모두 특허 신청했기 때문에 세계 각국에서 제조된 동사제 대차의 모방품에서는 이 기술은 채용되지 못하였고, 따라서 널리 보급되지는 못했다.
일본에서는 일본 제강소가 J.G.브릴사와 제휴 관계에 있었기 때문에, 동사에서 제조된 라이센스 생산품인 브릴 대차(신 게이한 철도 P-6형용 Brill 27 MCB-4 X등)에는 이 트러니언이 장착되어 있었다.

## 요댐퍼와 볼스터 앵커
볼스터 앵커

요댐퍼

KTX 열차의 요댐퍼

볼스터가 없는 볼스터리스 대차에는, 요댐퍼라 불리는 장치가 설치되는 경우가 있다. 요댐퍼는 댐퍼를 개입시켜 차량과 대차를 연결하는 것으로, 볼스터 앵커와 닮은 형태로 되어 있다. 그러나 그 역할은 사행동이라 불리는 대차의 이상(異常) 진동을 억제하는 것으로, 견인력의 전달이 목적인 볼스터 앵커와는 기능이나 구조가 모두 다른 것이다.
볼스터 앵커에도 사행동을 억제하는 기능이 부차적으로 있긴 하지만, 견인력이나 제동력의 전달이 주 목적이므로, 볼스터리스 대차에서 비슷한 부분을 찾으면 오히려 견인 장치에 가깝다고 할 수 있다.
오른쪽의 그림은 곡선 통과시 볼스터 앵커와 요댐퍼의 움직임을 비교한 것이다. 볼스터 앵커는 견인력을 대차로부터 차체에 전하기 때문에 곡선 통과시에도 앵커 자체는 늘어나거나 줄어들지 않고, 볼스터의 전후방향을 묶어주고 있다. 대차의 회전은 볼스터와 베어링의 움직임을 통해 허용하지만, 볼스터 등 대차에는 중심 핀에 의해 견인력이 전해지는 구조다.
이에 비해 요댐퍼는 대차의 회전에 따라 댐퍼 부분이 신축하여 회전을 방해하지 않는 구조로 되어 있으며 견인력을 전달하지는 않는다. 다만 요댐퍼는 그림에 나온 것과 같은 곡선통과시의 완만한 대차 회전에는 저항하지 않지만, 사행동과 같은 비교적 움직임이 빠른 대차의 회전진동에 대해서는 댐퍼가 감쇠 작용을 발휘하여 사행동을 억제하는 구조로 되어 있다.

## 참고 문헌
- 伊原一夫 "鉄道車両メカニズム図鑑" グランプリ出版, 1987년 (978-4906189649)[쪽 번호 필요]

## 같이 보기
- 대차
- 사행동